# Ivar Gewert
Gustaf Ivar Vilhelm Gewert, född 4 augusti 1891 i Hällefors församling i Örebro län, död 25 februari 1971 i Oscars församling i Stockholm, var en svensk militär.

## Biografi
Gewert avlade studentexamen i Västerås 1909. Han avlade officersexamen vid Krigsskolan 1911 och utnämndes samma år till underlöjtnant vid Värmlands regemente, där han befordrades till löjtnant 1915. Han var extra adjutant vid staben i V. arméfördelningen 1916–1917 och intendentsaspirant 1918–1920, varpå han inträdde i Intendenturkåren 1920 och samma år befordrades till kapten. Därefter var han regementsintendent vid Dalregementet 1920–1923 och chef för intendenturtruppernas studentkompani 1923–1925. Han tjänstgjorde vid Intendenturstaben 1925–1926, var adjutant hos generalintendenten 1926–1934, var lärare i militärförvaltning vid Krigshögskolan 1931–1936 och var förrådschef vid Arméns intendenturförråd i Stockholm 1935–1936. År 1934 befordrades han till major, varefter han var chef för Utrustningsbyrån i Intendenturdepartementet vid Arméförvaltningen 1936–1939. Han befordrades till överste 1939, varpå han var fördelningsintendent vid IV. arméfördelningen 1939–1940, och inspektör för underhållstrupperna vid Arméstaben 1942–1946, befordrad till generalmajor 1945. Åren 1946–1957 var han generalintendent och chef för Intendenturkåren. I egenskap av generalintendent var han också chef för Intendenturavdelningen vid Arméförvaltningen 1946–1954, souschef vid Arméförvaltningen 1949–1954 och souschef vid Arméintendenturförvaltningen 1954–1957. I egenskap av souschef vid de bägge myndigheterna var han därtill ledamot av Riksnämnden för ekonomisk försvarsberedskap 1947–1957 och ledamot av Försvarets förvaltningsdirektion 1954–1957. Gewert inträdde som generallöjtnant i reserven 1957.
Ivar Gewert invaldes 1935 som ledamot av Kungliga Krigsvetenskapsakademien och var akademiens styresman 1957–1959. Han var redaktör för Svensk intendenturtidskrift 1926–1941 och ordförande i Militärsällskapet i Stockholm 1958–1963.
Ivar Gewert var son till bruksförvaltare Gustaf Gewert och Amalia Abenius. Han gifte sig 1920 med Augusta Elisabeth (Lisa) Nilsson (född 1892).

## Utmärkelser
- Riddare av första klass Svärdsorden, 1932.[10]
- Riddare av första klass av Vasaorden 1933.[11]
- Riddare av Nordstjärneorden 1941.[12]
- Kommendör av andra klass av Svärdsorden, 6 juni 1942.[13]
- Kommendör av första klass av Svärdsorden, 6 juni 1945.[14]
- Kommendör med stora korset av Svärdsorden, 11 november 1952.[15]
- Tyska örnens orden (KTyskÖO).[4]
- Riddare av första klass av Finlands Vita Ros’ orden (RFinlVRO1kl).[4]
- Finländska Frihetskorset av andra klass med svärd (FFrK2kl msv).[4]